# Zbohatlíci 3: Volnost, rovnost, zbohatlictví
Zbohatlíci 3: Volnost, rovnost, zbohatlictví (v originále Les Tuche 3 : Liberté, Égalité, Fraternituche) je francouzská filmová komedie, z roku 2018, kterou režíroval Olivier Baroux. Snímek měl světovou premiéru dne 10. ledna 2018.

## Děj
Jeff Touche, který byl zvolen starostou obce Bouzolles, se rozhodne kandidovat na francouzského prezidenta, protože TGV, které by mělo zastavovat v Bouzolles, vesnicí pouze projíždí. S 57 % získaných hlasů se stává jasným vítězem voleb.

## Obsazení
| Jean-Paul Rouve     | Jeff Tuche, francouzský prezident                             |
| Isabelle Nanty      | Cathy Tuche                                                   |
| Claire Nadeau       | Mamie Suze                                                    |
| Sarah Stern         | Stéphanie Tuche                                               |
| Pierre Lottin       | Wilfried Tuche                                                |
| Théo Fernandez      | Donald Tuche                                                  |
| Nicolas Maury       | Barna Bé                                                      |
| Olivier Baroux      | Monnier                                                       |
| Scali Delpeyrat     | Bernard Bichon, generální sekretář Elysejského paláce         |
| Ralph Amoussou      | Georges Diouf                                                 |
| Philippe Magnan     | Michel Papin, končící prezident                               |
| Stéphan Wojtowicz   | psycholog                                                     |
| Roland Marchisio    | ministr školství                                              |
| François Bureloup   | Angela Merkelová                                              |
| Philippe Vieux      | Jacky Clic-Clac                                               |
| Jean-Luc Porraz     | generál Grandpierre                                           |
| Jean-Michel Lahmi   | Jean-Jacques Pétadier, prezidentský kandidát extrémní pravice |
| Marc Duret          | Laurent Dupuis, prezidentský kandidát                         |
| Guillaume Bouchède  | strojvedoucí TGV                                              |
| Mathilde Ripley     | Nathalie                                                      |
| Pasquale d'Inca     | Dédé, nájemník baru                                           |
| Bernard Lanneau     | generál                                                       |
| Jean-Pierre Pernaut | sám sebe                                                      |
| Manuel Neuer        | sám sebe                                                      |
| Antoine Griezmann   | sám sebe                                                      |

## Ocenění
- César: César du public